# Coldblooded (película)
De sangre fría (película de 1995) es un film del género thriller y cine negro realizado por el director Wallace Wolodarsky y coproducido por Michael J. Fox.

## Trama
Cosmo Reif (Jason Priestley) es un joven olvidado del mundo que vive del mundo de la mafia, es un personaje absolutamente carente de afectos y relaciones interpersonales y emotivas a pesar de sus 24 años. Reif se mete en las apuestas y en un altercado elimina limpiamente y sin arrugar el ceño a sus enemigos, es decir, a la mafia representada por Gordon (Robert Loggia). Es supervisado por Steve (Peter Riegert), su jefe y mentor que lo recluta como sicario para ejecutar personas según se le ordene.
Cosmo ejecuta de frente a personas sin que ello le afecte y por ello recibe elogios por parte de un capo de la mafia llamado Gordon.
En un ajuste de cuentas Steve resulta herido y Cosmo lo asiste con médicos.
Un buen día Cosmo decide ir a clase de yoga y allí conoce a Jasmine (Kimberly Williams), una dulce y bella chica de carácter tranquilo que ha terminado con su novio por maltrato hace poco tiempo. 
Jasmine acepta salir con Cosmo, y este se comporta como un imbécil y no sabe qué hacer o cómo actuar ante su primera cita, por lo que le pregunta a sus víctimas cómo se debe comportar con una chica antes de eliminarlos.
De pasada Cosmo aleja al exnovio de Jasmine amenazándolo con asesinarle cruelmente si vuelve a aparecer cerca de su casa no sin antes consultarle por sus preferencias sexuales y gustos de Jasmine.
Cosmo por primera vez siente que tiene un sentimiento de afecto al conocer a Jasmine y decide contárselo a su jefe, Steve, a lo que este le da algunos consejos como ser honesto en la relación para que perdure. Cosmo decide aplicar el consejo y después de mantener relaciones con Jasmine le confiesa que él es un asesino a sueldo. Jasmine parece no creer la confesión y cuando realmente se da cuenta de que es la cruda realidad se asusta, Cosmo le declara su amor, Jasmine le dice que ella no puede estar ligada a alguien que es un asesino. Cosmo dice que eso puede solucionarlo rompiendo sus lazos con su pasado y ella lo echa.
Cosmo decide contar lo acontecido a su jefe Steve y este le dice que él está ligado a la mafia y que no es posible que se desligue, por lo que Cosmo decide asesinarlo a sangre fría. Luego acude a la mansión del capo, Gordon, y lo asesina. Cosmo ha cortado con este asesinato su nexo con la mafia y decide ir a casa de Jasmine. Esta lo recibe a la fuerza y Cosmo le dice que no puede vivir sin ella, que la vida no tiene sentido para él si ella no está, por lo que intenta suicidarse pero no percute el arma, luego pasa la bala correctamente y se la pasa a Jasmine para que lo elimine; pero ella no puede hacerlo, por lo que Cosmo decide asesinar a Jasmine apuntándola a la cabeza y que luego él se suicidaría; pero ella le dice que no tiene que hacerlo y que todo se puede arreglar. 
Ella le consulta a quiénes ha asesinado y Cosmo le declara que es solo gente llena de maldad. Jasmine se da cuenta de que puede construir algo con Cosmo y lo acepta, por lo que este renuncia a ser un asesino para transformarse en un ser amado por una chica.

## Observaciones
Michael J. Fox aparece con su esposa brevemente en un cameo en el papel de Tim Alexander.